# Pump It
Pump It – piosenka zespołu Black Eyed Peas z albumu Monkey Business. 14 lutego 2006 została wydana jako czwarty singel promujący tę płytę. Jako podkład została użyta solówka gitarowa zespołu Dick Dale & The Del Tones pod tytułem „Misirlou” z 1963 roku.

## Miejsca
| Chart (2006)                      | Miejsce |
| --------------------------------- | ------- |
| Australian ARIA Singles Chart     | 6       |
| Belgia Top 50 Singles             | 1       |
| Canadian Singles Chart            | 47      |
| Israeli Singles Chart             | 1       |
| Italian FIMI Singles Chart        | 5       |
| México Top 100                    | 3       |
| Nowa Zelandia RIANZ Singles Chart | 2       |
| Swedish Singles Chart             | 34      |
| U.S. Billboard Hot 100            | 18      |
| U.S. Billboard Pop 100            | 12      |
| UK Singles Chart                  | 3       |